# Victor Landén
John Victor Landén, född 28 juli 1914 i Laske-Vedums församling, Skaraborgs län, död 1 december 2001, var en svensk arkitekt.
Landén, som var son till tulltjänsteman Nils Landén och Olivia Svensson, utexaminerades från Chalmers tekniska högskola 1941. Han blev  biträdande arkitekt på länsarkitektkontoret i Örebro län 1941, på stadsarkitektkontoret i Kristianstads stad 1942, på drätselkammarens fastighetskontor i Göteborgs stad 1943 och var stadsarkitekt i Vänersborgs stad från 1944. I Vänersborg ritade han bland annat brandstationen (1955), kioskerna på torget (1965) och Marierokyrkan (ursprungligen uppförd som församlingsgård 1977).

## Bilder

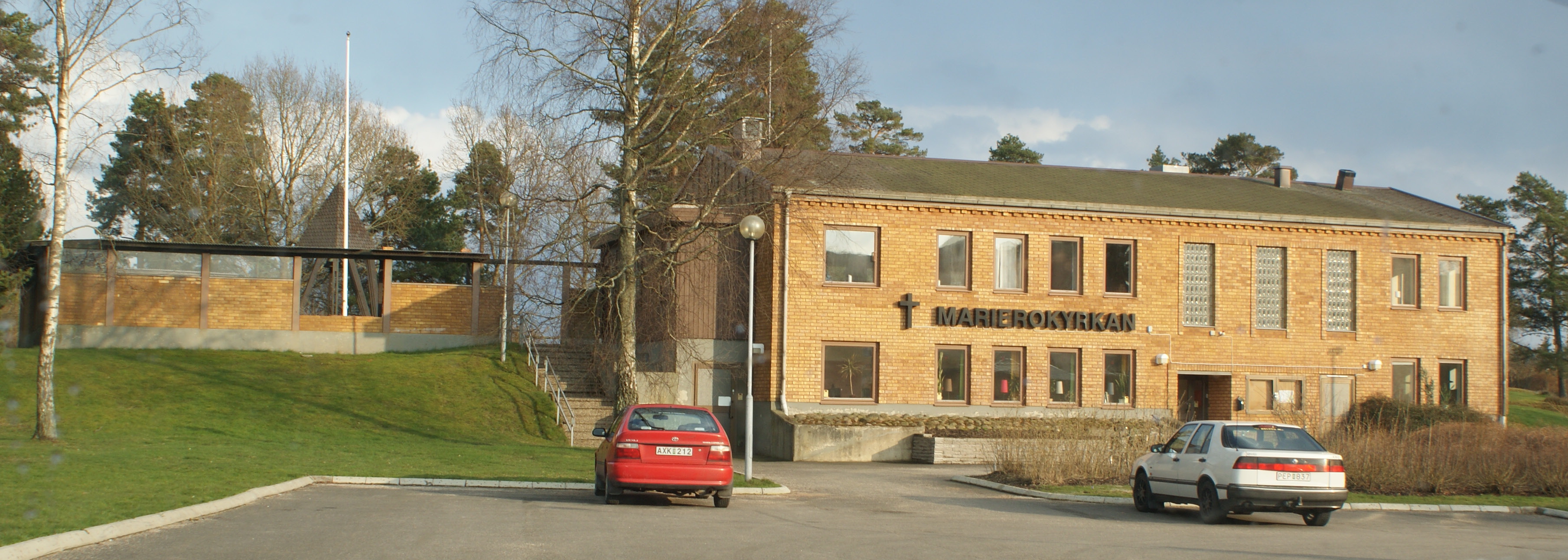
Marierokyrkan
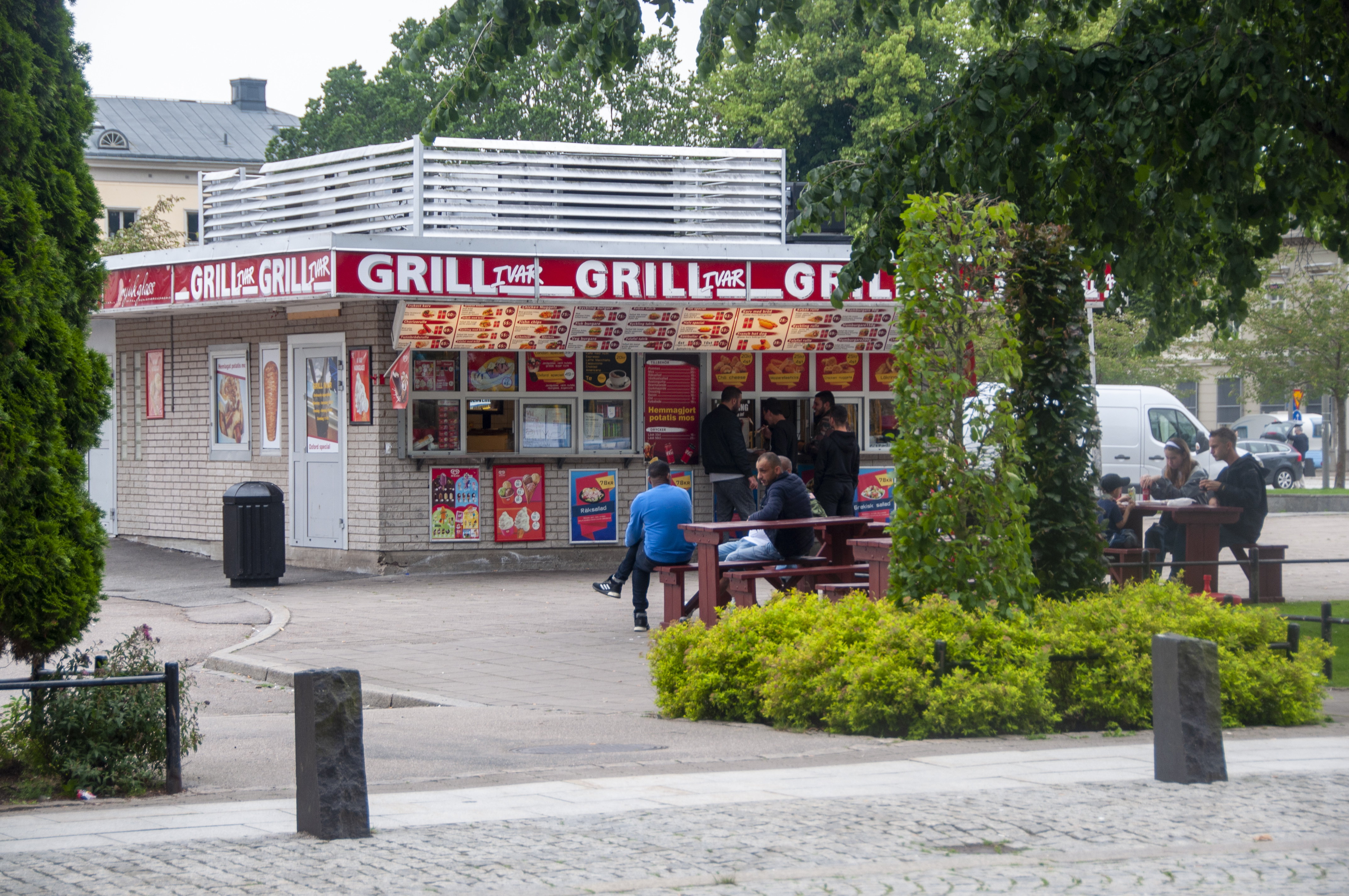
Kiosk på torget
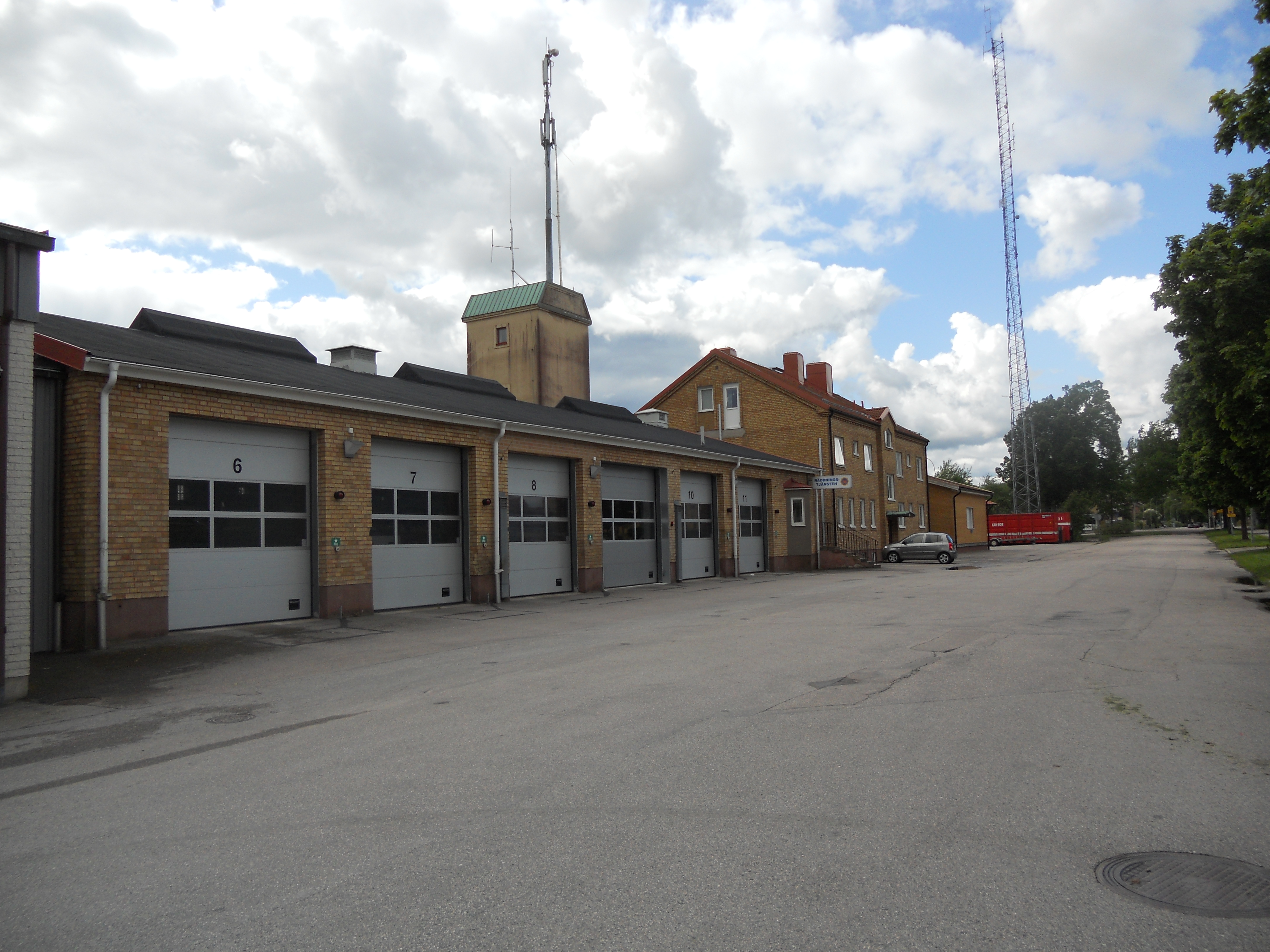
Brandstationen